# Karine Claireaux
Pour les articles homonymes, voir Claireaux.
Karine Claireaux, née le 15 novembre 1963 à Saint-Pierre, est une femme politique française. Elle est maire de Saint-Pierre (Saint-Pierre-et-Miquelon) de 2001 à 2020 et sénatrice de 2011 à 2017.

## Biographie
Karine Claireaux est maire de Saint-Pierre de 2001 à 2020 et vice-présidente du conseil territorial de Saint-Pierre-et-Miquelon de 2000 à 2006. 
Elle est également présidente du bureau du Conseil national de la mer et des littoraux depuis 2014 ; elle est réélue à cette dernière fonction en 2016 pour un mandat de six ans. 
Le 25 septembre 2011, elle est élue sénatrice par les grands électeurs de Saint-Pierre-et-Miquelon dès le premier tour. Elle est spécialiste des questions maritimes, environnementales et polaires. Elle siège sur les bancs du groupe socialiste de 2011 à 2017, année lors de laquelle elle rejoint le groupe La République en marche.
Elle est battue aux élections sénatoriales de 2017 par le candidat de droite, Stéphane Artano.
Lors des élections municipales, sa liste LREM est battue au premier tour par celle emmenée par Yannick Cambray.

## Détail des mandats
- 1er octobre 2011 - 1er octobre 2017 : sénatrice, élue à Saint-Pierre-et-Miquelon
- 2000 - 2006 : vice-présidente du conseil général de Saint-Pierre-et-Miquelon
- 18 mars 2001 - 25 mai 2020 : maire de Saint-Pierre

## Décoration
- Chevalier de la Légion d'honneur (14 juillet 2018)[8]